# Bulbophyllum bicoloratum
Bulbophyllum bicoloratum är en orkidéart som beskrevs av Rudolf Schlechter. Bulbophyllum bicoloratum ingår i släktet Bulbophyllum och familjen orkidéer.
Artens utbredningsområde är Madagaskar. Inga underarter finns listade i Catalogue of Life.

## Bildgalleri

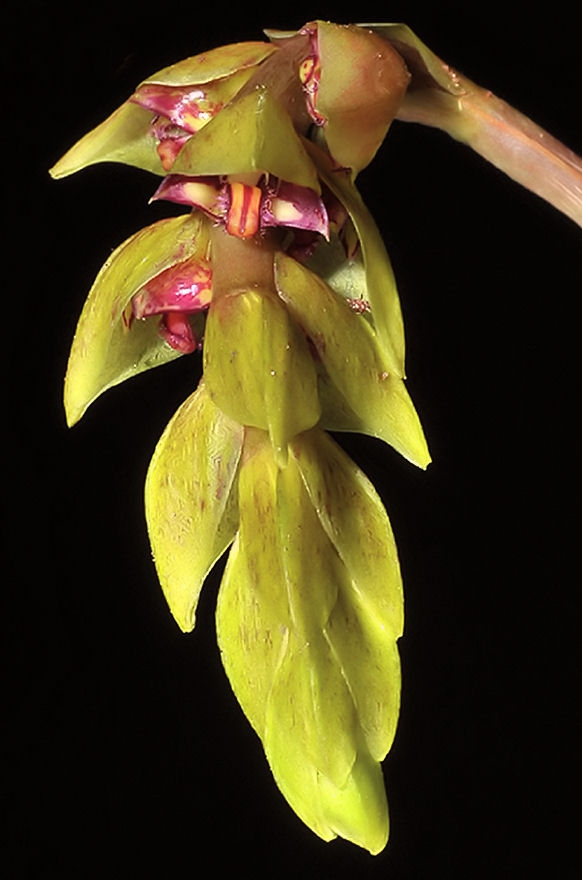
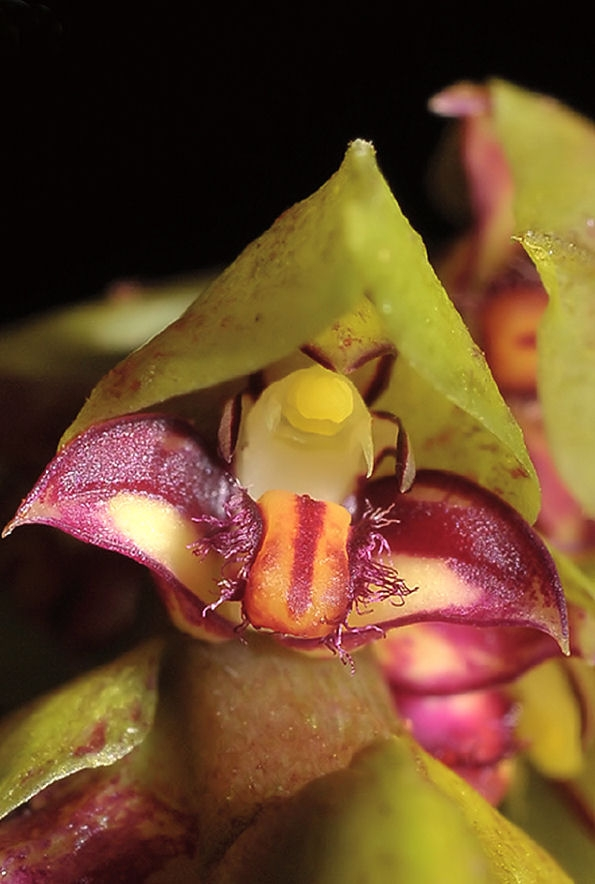